# Подлегаев, Дмитрий Михайлович
Дмитрий Михайлович Подлегаев (род. 15 февраля 1974) — российский хоккеист, защитник.

## Биография
Воспитанник московского «Спартака». Начинал играть в командах низших лиг «Аргус» Москва (1991/92), «Буран» Воронеж и «Кристалл» Электросталь (1992/93). В сезонах 1993/94 — 1996/97 выступал за «Спартак». Играл за САК Москва (1996/97), «Витязь» Подольск — Чехов (1997/98 — 1998/99).
Бронзовый призёр молодёжного чемпионата мира 1994.